# Bazile Mills (Nebraska)
Bazile Mills je selo u američkoj saveznoj državi Nebraska. Prema popisu stanovništva iz 2010. u njemu je živjelo 29 stanovnika.